# اپل کانیون لیک، ایلینوی
اپل کانیون لیک (به انگلیسی: Apple Canyon Lake) یک منطقهٔ مسکونی در ایالات متحده آمریکا است که در شهرستان جو دویس، ایلینوی واقع شده‌است. اپل کانیون لیک ۵۵۸ نفر جمعیت دارد و ۲۶۰٫۰ متر بالاتر از سطح دریا واقع شده‌است.